# 姆庫希縣

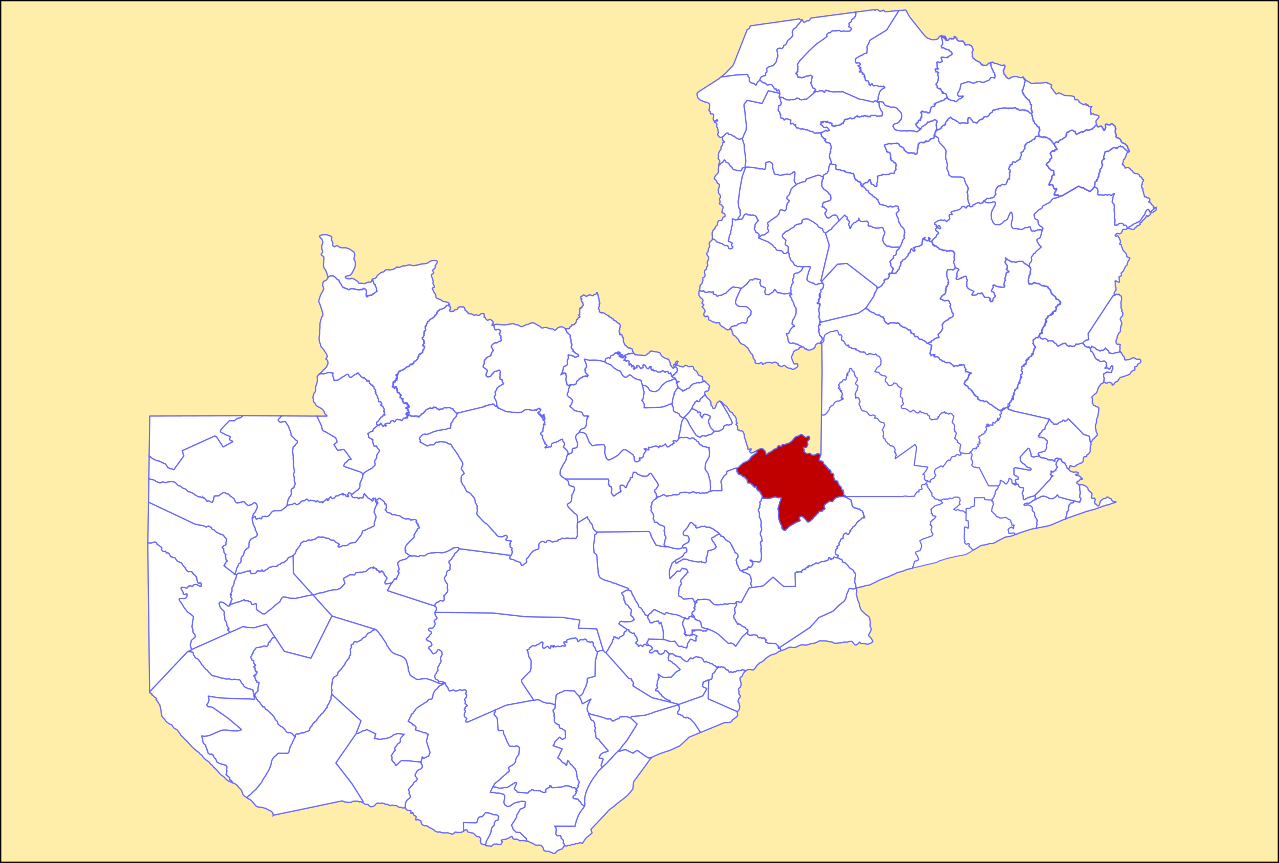

14°00′S 29°30′E / 14.000°S 29.500°E
姆庫希縣（英語：Mkushi District），是贊比亞的縣份，位於該國中部，由中央省負責管轄，首府設於姆庫希，面積17,726平方公里，2015年人口188,071，人口密度每平方公里11人。